# Eulima mioacutissima
Eulima mioacutissima is een slakkensoort uit de familie van de Eulimidae. De wetenschappelijke naam van de soort is voor het eerst geldig gepubliceerd in 1892 door Sacco.